# Jacqueline Blom
 (octobre 2018).
Si vous disposez d'ouvrages ou d'articles de référence ou si vous connaissez des sites web de qualité traitant du thème abordé ici, merci de compléter l'article en donnant les références utiles à sa vérifiabilité et en les liant à la section « Notes et références ».
Pour les articles homonymes, voir Blom.
Jacqueline Blom, née le 16 avril 1961 à Oegstgeest, est une actrice néerlandaise.

## Filmographie

### Cinéma et téléfilms
- 1988 : Honneponnetje (nl) de Ruud van Hemert : Sœur de John Gielgud[2]
- 1988 : De bruine jurk : Marion Schaafsma
- 1988 : Gemene verhalen : L'ex-épouse de Ben
- 1993 : Niemand de deur uit (nl) : Lotte Beekman
- 1994 : Pleidooi (nl) : La thérapiste Tonnie
- 1995 : Achilles en het zebrapad (nl) : La dame de la maison du canal
- 1996 : Baantjer : Carla Bouber
- 1997-2001 : Loenatik (nl) : Sœur de Hoeve
- 1998 : FL 19,99 (nl) de Mart Dominicus : Jeanine van der Hoop[3]
- 1998 : Het jaar van de opvolging (nl) : Liselot Zomer
- 1998 : De keerzijde : La travailleuse sociale
- 1998-1999 : Oud geld (nl) : Elsje
- 2000 : Leak de Jean Van de Velde : La gynécologue[4]
- 2000 : Zoenzucht : Agnes
- 2001 : All stars: De serie (nl) : Madame de Korver
- 2001 : De nacht van Aalbers (nl) : L'inspecteur en chef Venhuis
- 2001 : Necrocam : Sandra
- 2002 : TV7 : Joy Freud
- 2002 : Loenatik: de moevie (nl) : Sœur de Hoeven
- 2002 : Het jongetje dat niemand verstond : La mère
- 2004 : 'Ellis in Glamourland (nl) de Pieter Kramer : Anita[5]
- 2004 : Deining (nl) : Cella
- 2005 : Leef! (nl) : Ellie
- 2005 : Jardins secrets : Noesch van Bokwijk
- 2006 : Spoorloos verdwenen (nl) : Elsbeth Smid
- 2006 : Black Book[Quoi ?] : Madame Stein
- 2007 : Zadelpijn (nl) : Agnes
- 2008 : The Silent Army (nl) de Jean Van de Velde : Agnes van Dam[6]
- 2012 : De ontmaagding van Eva van End (nl) de Michiel ten Horn : Etty[7]
- 2012-2015 : Penoza (nl) : Justine de Heer
- 2013 : Volgens Robert (nl) : Jacqueline Finkelstein
- 2014 : Loenatik, te gek (nl) : Sœur de Hoeven
- 2014 : Vrolijke kerst (nl) : Cathelijne
- 2015 : Volgens Jacqueline :  Jacqueline van Mienden
- 2016 : Giraffe[Quoi ?] de Janne Schmidt[8]
- 2016 : Pensionado de Shariff Nasr : Corry[9]
- 2016 : Soof 2 (nl) de Esmé Lammers : La kinésithérapeute[10]
- 2016 : Giraffe[Quoi ?] : Jac
- 2017 : Valt Een Man Uit De Lucht de Jan Verdijk et Kurt Platvoet : Ineke[11]
- 2017 : Sinterklaasjournaal (nl) : Arts
- 2018 : Het Hart van Hadiah Tromp : Mary Ter Braak
- 2018 : Anne Plus : Liesbeth